# 克氏尖條鰍
克氏尖條鰍（學名：Oxynoemacheilus kosswigi），為輻鰭魚綱鯉形目條鰍科尖條鰍屬的其中一種。分布於亞洲土耳其錫瓦斯省淡水流域，體長可達8.3公分，棲息在河川底層水域，生活習性不明。

## 扩展阅读
維基物種上的相關：克氏尖條鰍